# Ut desint vires, tamen est laudanda voluntas
Ut desint vires, tamen est laudanda voluntas — «Пусть недостаёт сил, следует всё-таки похвалить за добрую волю» — латинское выражение, стих, обратившийся в поговорку; представляет собою цитату из «Понтийских писем» Овидия (Epistulae ex Ponto, III, 4, 79).
Часто выставляется в качестве эпиграфа или девиза начинающими писателями и учёными как выражение скромного суждения о собственном труде и просьба о снисходительности.